# The Girl at the Curtain
The Girl at the Curtain è un cortometraggio muto del 1914. Il nome del regista non viene riportato.

## Trama
Una coppia si sposa per procura ma i due sposi si incontreranno solo molti anni dopo la cerimonia.

## Produzione
Il film fu prodotto dalla Essanay Film Manufacturing Company.

## Distribuzione
Distribuito dalla General Film Company, il film - un cortometraggio di due bobine - uscì nelle sale cinematografiche USA il 30 gennaio 1914. Nel 1916, fu nuovamente distribuito uscendo il 20 giugno.